# 1167

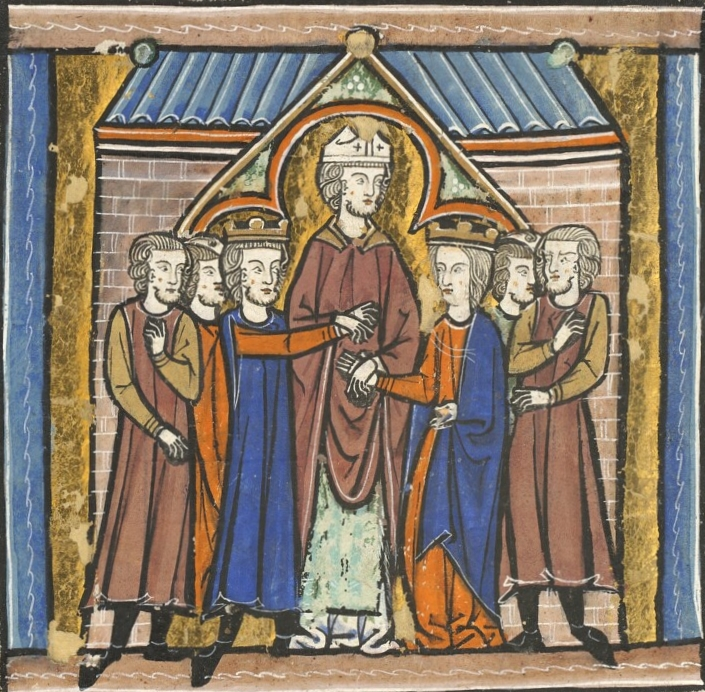
Amalrik I van Jeruzalem trouwt met Maria Comnena

Het jaar 1167 is het 67e jaar in de 12e eeuw volgens de christelijke jaartelling.

## Gebeurtenissen
maart
- 7 - Het Verdrag van Brugge wordt gesloten tussen Filips van de Elzas, graaf van Vlaanderen, en graaf Floris III van Holland. Zeeland Bewestenschelde wordt een Hollands-Vlaams condominium.

mei
- 29 - Slag bij Monte Porzio: Een leger van keizer Frederik Barbarossa onder Rainald van Dassel en Christiaan I van Buch verslaat paus Alexander III. De paus ziet zich opnieuw gedwongen Rome te verlaten, achtereenvolgens naar Gaeta, Benevento, Anagni en Venetië.

zomer
- Tijdens de zomer decimeert een uitbraak van de pest het Keizerlijke Leger en Frederik Barbarossa is gedwongen terug te keren naar Duitsland.

augustus
- 29 - Amalrik van Jeruzalem trouwt met Maria Comnena

zonder datum
- Slag bij Sirmium - De Byzantijnen onder Manuel I boeken een beslissende overwinning op Hongarije. Hongarije wordt een Byzantijnse vazalstaat.
- Shirkuh trekt opnieuw op tegen Egypte in opdracht van Nur ad-Din. Sultan Shawar roept de hulp in van Amalrik I van Jeruzalem, en gezamenlijk verslaan ze Shirkuh opnieuw.
- Lombardische Liga: Diverse Italiaanse steden verbinden zich tegen de invloed van keizer Frederik Barbarossa.
- Taira no Kiyomori wordt daijo daijin (eerste minister).
- Koning Hendrik II verbiedt Engelse studenten te studeren aan de universiteit van Parijs. Dit leidt tot het ontstaan van de universiteit van Oxford, en de snelle groei van deze universiteit.
- De Deense bisschop Axel sticht de bisschoppelijke burcht Havn, waaruit de stad Kopenhagen zal voortkomen.

## Opvolging
- Albi, Ambialet, Béziers, Carcassonne en Razès - Raymond I Trencavel opgevolgd door zijn zoon Roger II Trencavel
- bisdom Augsburg - Konrad van Hirscheck opgevolgd door Hartwig I van Lierheim
- bisdom Kamerijk - Nicolaas I van Chièvres opgevolgd door Peter van Vlaanderen
- Kiev - Rostislav opgevolgd door Mstislav II
- Limburg - Hendrik II opgevolgd door zijn zoon Hendrik III
- Lippe - Herman I opgevolgd door Bernhard II
- Luik - Alexander II opgevolgd door Rudolf van Zähringen
- Oldenburg - Christiaan I opgevolgd door zijn zoon Maurits I
- Provence - Dulcia II opgevolgd door haar neef Alfons II van Aragón
- Servië - Tihomir opgevolgd door zijn broer Stefan Nemanja
- Vermandois en Valois - Roeland II opgevolgd door zijn schoonbroer Filips van de Elzas
- Zwaben - Frederik IV opgevolgd door zijn neef Frederik V, zoon van keizer Frederik Barbarossa
- Zweden - Karel VII opgevolgd door Knoet I

## Afbeeldingen

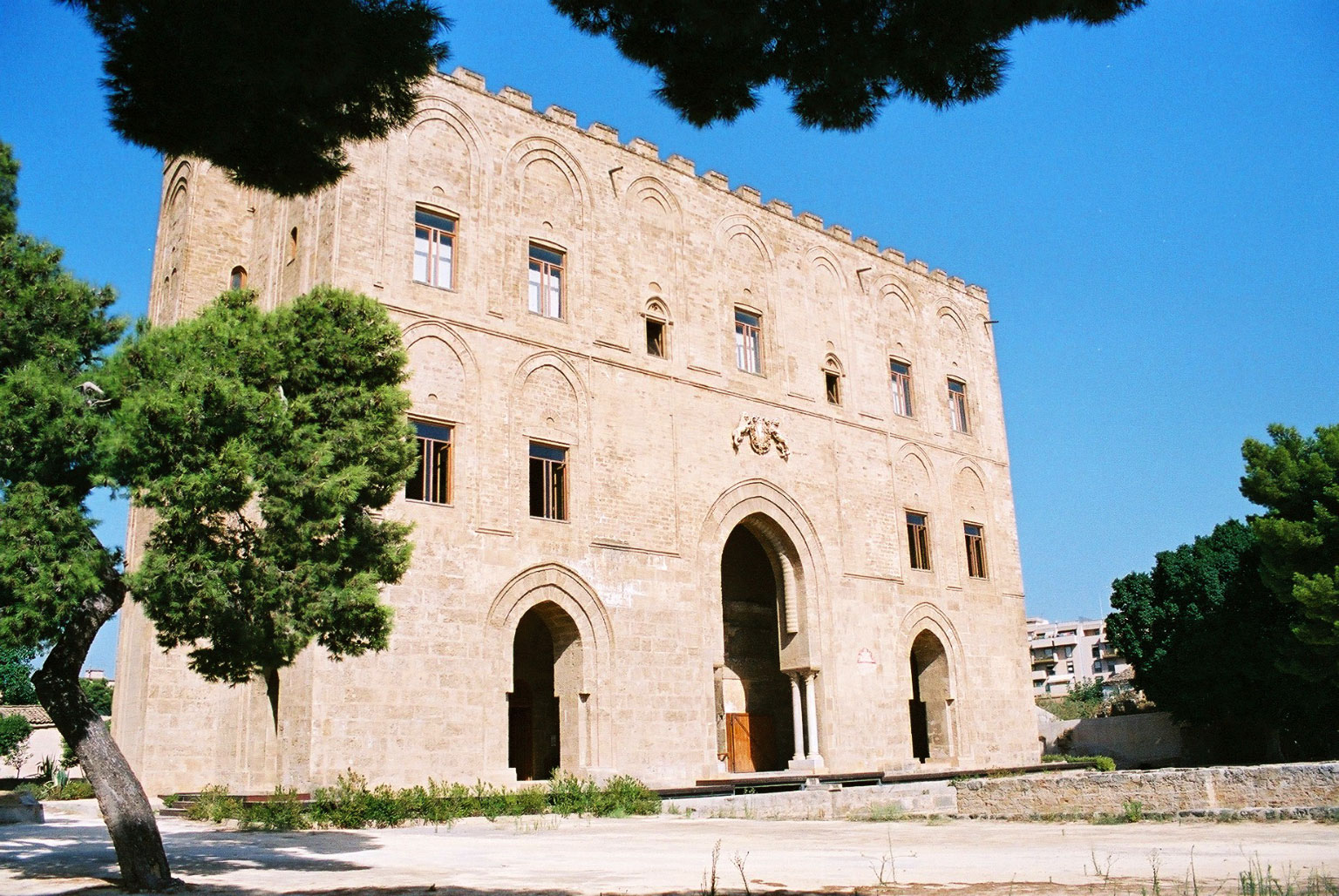
Castello della Zisa Palermo, (gereed 1167)

## Geboren
- Frederik VI, Duits prins, hertog van Zwaben (1170-1191)

## Overleden
- 12 januari - Aelred van Rievaulx, Engels geschiedschrijver
- 12 april - Karel VII, koning van Zweden (1160-1167)
- 18 april - Idesbaldus (~76), Vlaams abt
- 1 juli - Nicolaas I van Chièvres, bisschop van Kamerijk
- 26 juli - Archimbald van Bourbon (27), Frans edelman
- 1 augustus - Hendrik II, hertog van Limburg
- 9 augustus - Alexander II, prins-bisschop van Luik (1164-1167)
- 14 augustus - Reinald van Dassel, aartsbisschop van Keulen
- 19 augustus - Frederik IV (22), Duits prins, hertog van Zwaben (1152-1167)
- augustus - Hendrik I van Nassau, eerste graaf van Nassau
- 10 september - Mathilde van Engeland, echtgenote van Hendrik V, Engels troonpretendent
- 12 september - Welf VII, Duits edelman
- Christiaan I, graaf van Oldenburg
- Raymond I Trencavel, Frans edelman
- Wilbrand I, laatste graaf van Hallermund
- Abraham ibn Ezra, joods-Spaans wetenschapper (jaartal bij benadering)
- Clementia van Zähringen, echtgenote van Hendrik de Leeuw (jaatal bij benadering)